# Pirata hiteorum
Pirata hiteorum is een spinnensoort in de taxonomische indeling van de wolfspinnen (Lycosidae).
Het dier behoort tot het geslacht Pirata. De wetenschappelijke naam van de soort werd voor het eerst geldig gepubliceerd in 1978 door Alfred Russel Wallace & Harriet Exline.